# 布赫賴因
布赫賴因是瑞士的城鎮，位於該國中部，由琉森州負責管轄，面積4.81平方公里，一半土地是農業用地，海拔高度456米，2011年人口6,009，人口密度每平方公里1249人。